# Malý Libotov
Malý Libotov je malá osada, část obce Libotov v okrese Trutnov. Nachází se asi 0,9 km severozápadně od obce Libotov. V roce 2014 zde bylo evidováno 10 adres.